# Attouchement sexuel
Pour les articles homonymes, voir Attouchement.

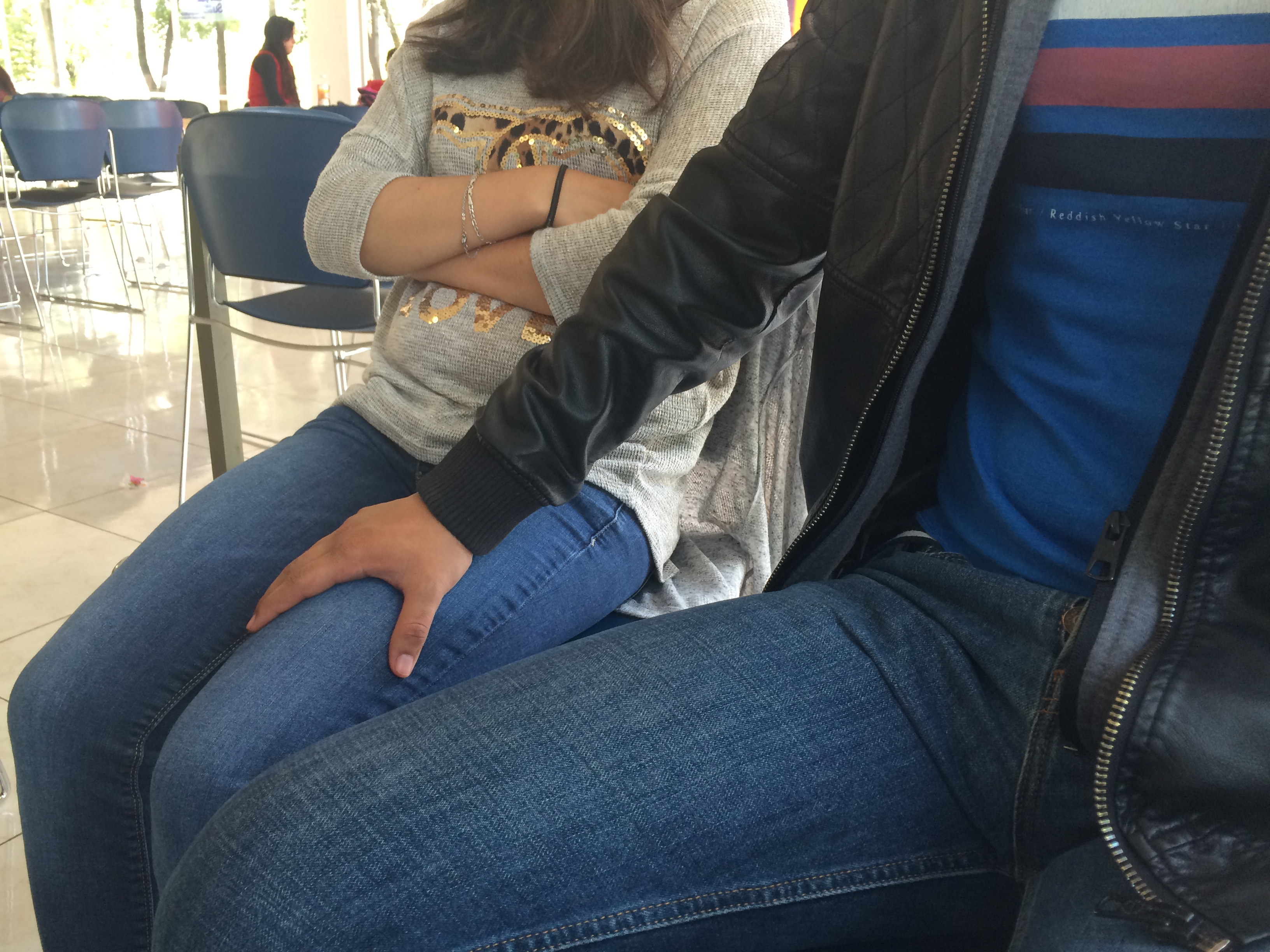
Exemple d'avance sexuelle non consentie d'un homme contre une femme.

Un attouchement sexuel est l'acte délibéré de toucher sexuellement une autre personne sans son consentement. Ce geste peut constituer une agression sexuelle ou, plus largement, être perçu comme socialement inacceptable. Les parties du corps humain les plus souvent ciblées par les attouchements sont, chez les femmes, les fesses, la poitrine, la vulve et les cuisses et, chez les hommes, le pénis, les testicules et les fesses.
En général, le terme ne concerne pas les contacts physiques consentis dans le cadre d'une caresse sexuelle, d'un massage ou d'un examen médical.

## Pratiques

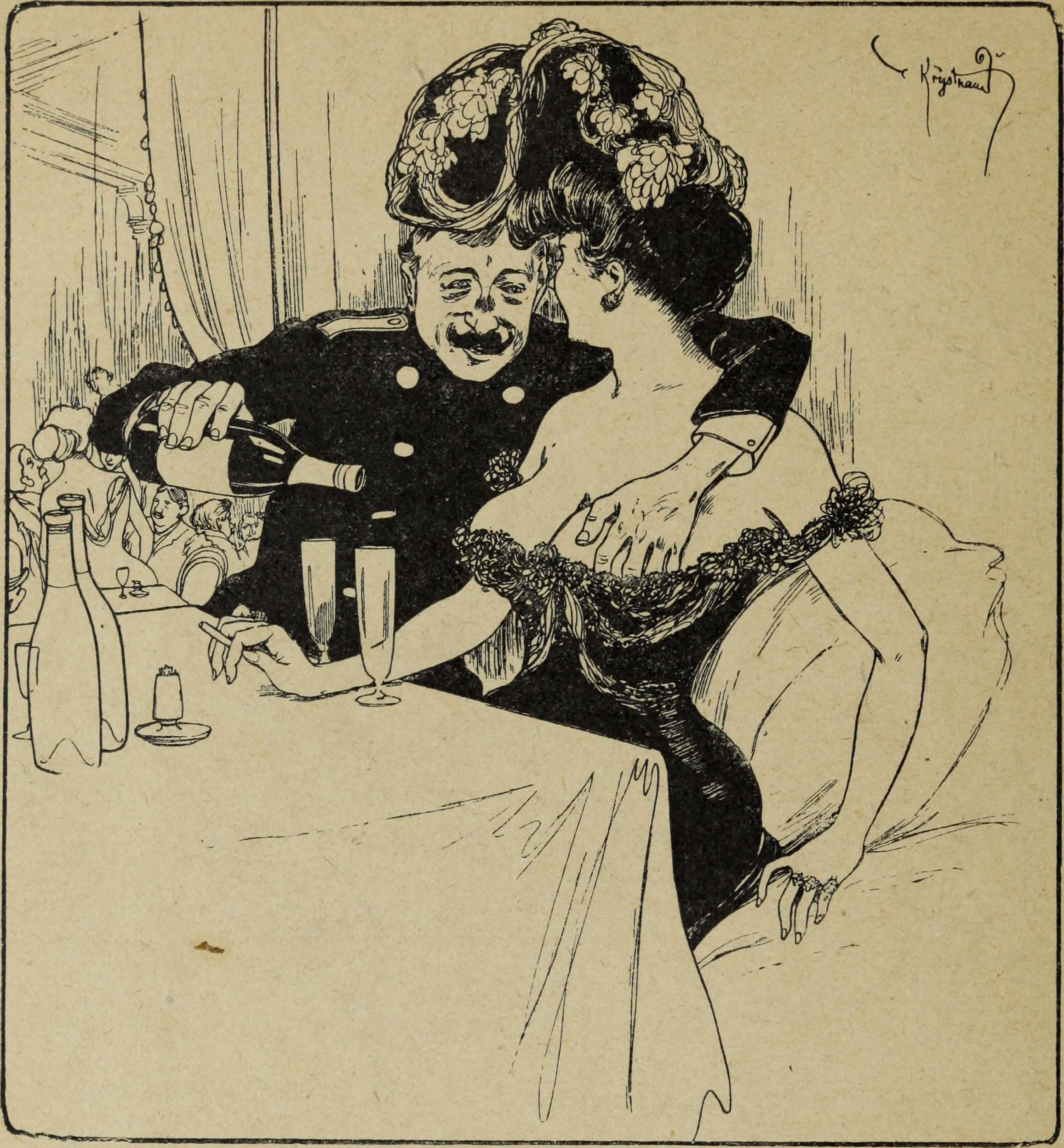
« Monsieur le commissaire » ; images galantes et esprit de l'étranger (1905).

La fréquence des attouchements sexuels varie selon les pays et certains lieux détiennent une triste réputation à cet égard.
Dans certaines régions d'Asie du Sud, y compris en Inde, au Népal et au Bangladesh, la pratique des harcèlements sexuels ou des agressions sexuelles dans les lieux publics contre des femmes (harcèlement de rue) est surnommée Eve teasing.
Les palpations sur des femmes par des agents de sécurité lors d'une fouille corporelle, par exemple aux douanes ou dans les aéroports, suscitent la controverse.
Certains auteurs d'attouchement utilisent leurs mains mais les attouchements peuvent s'étendre à toute pression de n'importe quelle partie du corps contre une autre personne. Le frotteurisme, considéré comme une paraphilie, est l'acte de toucher avec les mains une autre personne non consentante, généralement au milieu d'une foule, à des fins de plaisir sexuel.

## Législation

### Canada
En droit canadien, un attouchement sexuel non consenti constitue une agression sexuelle au sens de l'article 271 C.cr..
Bien que l'infraction d'agression sexuelle est large et inclut de manière générale les gestes sexuels non consentis (viols, attentats à la pudeur, simples attouchements, etc.), en pratique les procureurs de la Couronne ont la possibilité de qualifier les simples attouchements sexuels comme une infraction punissable sur déclaration de culpabilité par procédure sommaire plutôt que comme un acte criminel. Or, l'enjeu est de taille car les actes criminels sont imprescriptibles, tandis que les infractions punissables par procédure sommaire ont un délai de prescription de douze mois. Ce type de situation est présenté dans le documentaire La parfaite victime, où après une rencontre avec une victime qui aurait subi des attouchements sexuels pendant son enfance, un procureur de la Couronne refuse d'engager une poursuite au motif que le délai de prescription pour les attouchements sexuels est écoulé.
Depuis l'affaire Gilbert Rozon c. Les Courageuses de 2020, les tribunaux rejettent les actions collectives intentées contre un même individu dont on allègue qu'il aurait commis des agressions sexuelles contre plusieurs femmes car essentiellement, contrairement aux affaires de pédophilie comme L’Oratoire Saint‑Joseph du Mont‑Royal c. J.J. où les mineurs sont juridiquement incapables de consentir, chacune des situations impliquant des femmes majeures est susceptible de faire l'objet d'une défense de consentement dans des circonstances factuelles individuelles qui peuvent varier beaucoup d'une femme à une autre, de sorte que de telles affaires d'attouchements sur plusieurs femmes se prêtent mal aux actions collectives (sous réserve de la possibilité que l'affaire Rozon ne soit qu'un cas d'espèce).

### France
En France, un attouchement sexuel non consenti constitue une agression sexuelle, à savoir « un acte à caractère sexuel sans pénétration commis sur la personne d’autrui, par violence, contrainte, menace ou surprise ». Il peut s’agir par exemple de contact ou d’attouchement de nature sexuelle (baiser, caresses)

## Lutte contre les attouchements sexuels non consentis
Dans divers pays, toucher n'importe quelle partie du corps d'autrui sans son consentement peut être considéré comme une agression sexuelle, mais en soi la pratique est socialement inacceptable pratiquement partout.
Les femmes forment la cible principale des attouchements sexuels. Pour lutter contre les attouchements, le harcèlement de rue et l'Eve teasing dans des lieux publics bondés, certains pays ont délimité des espaces réservés aux femmes. Par exemple, des bus séparés selon le genre, des voitures passagers réservées aux femmes ou des compartiments pour femmes dans les trains ont été expérimentés au Mexique, au Japon, aux Philippines, aux Émirats arabes unis et dans d'autres pays afin de juguler ce harcèlement sexuel,,,.
Certains lieux en Allemagne, en Corée et en Chine disposent d'un parking réservé aux femmes, souvent pour des raisons de sécurité,,.

### Japon

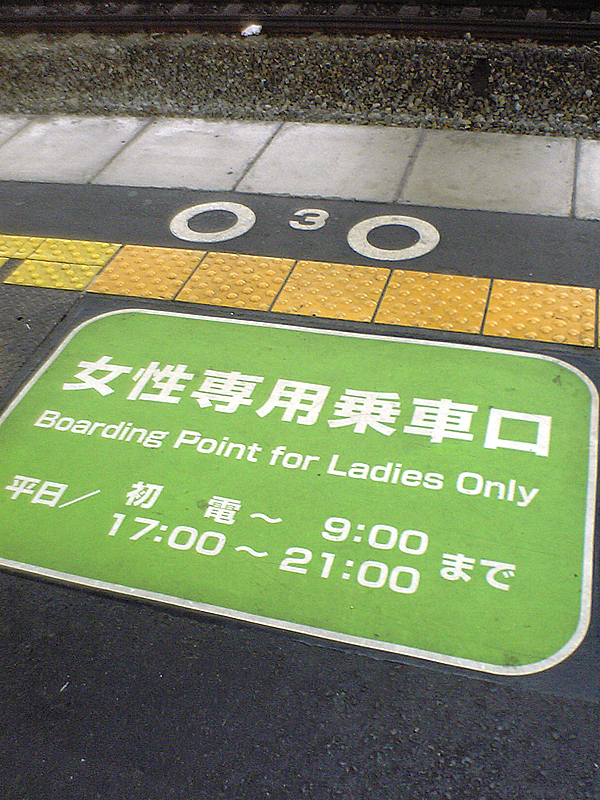
Marquage au sol sur le quai de gare à Osaka pour signaler le lieu d'embarquement dans la voiture réservée aux femmes.

Au Japon, un homme qui commet en public des attouchements sexuels contre les femmes est appelé chikan (痴漢) ; ce terme qualifie également l'acte lui-même. Les trains bondés sont le lieu privilégié de ces délinquances ; selon une enquête de 2001, menée dans deux lycées de Tokyo, plus des deux tiers des jeunes filles ont été victimes d'attouchements pendant leur trajet vers le lycée. Dans le cadre des efforts pour lutter contre ce problème, certaines sociétés de chemin de fer proposent des voitures passagers réservées aux femmes aux heures de pointe,,.
Ce problème affecte les hommes de plusieurs manières. Comme le Japon possède un taux élevé de condamnations, les hommes innocents risquent d'avoir du mal à prouver leurs dires au tribunal. Le film I Just Didn't Do It (2007), d'après une histoire vraie, illustre le cas d'un employé de bureau acquitté d'attouchements sexuels après une bataille judiciaire de cinq ans. Par le passé, les cours pénales se sont montrées plutôt indulgentes dans les affaires d'attouchements sexuels et n'ont que récemment durci leur position afin de combattre ce phénomène,.